# Списак преименованих места у Зимбабвеу
По стицању независниости у 1980. години Зимбабве (претходно Родезија) је почео да мења имена градовима и улицама, у настојању да обрише симболе британског колонијализма и власти беле мањине. Промене су почеле 1982. године, на другу годишњицу независности. Главни град Солзбери, који је био наименован по британском премијеру, трећем Маркизу од Солзберија, применован је у Хараре, по Шона поглавици Нехарава. 
Имена неких других градова су промењена тако да изговор њихових имена одсликава правилан изговор на локалним језицима. Тако, Гвело постаје Гверу.
Стара имена пре 1982 - Нова Имена
- Солзбери – Хараре
- Гатума – Кадома
- Куе Куе – Квекве
- Ванкие – Хванге
- Умтали – Мутаре
- Форт Викторија – Машвинго
- Есексвејл – Есигодини
- Селукве – Шуругви
- Хартлеј – Чегуту
- Енкелдурн – Чиву
- Мелсетер – Чиманимани
- Гвело – Гверу
- Синоја – Звишаване
- Маранделас – Марондера
- Матопос – Матобо

Другом граду по величини, Булавају, није промењено име, као ни неким другим градовима као што су Бајбриџ, Колин Бавн и Западни Николсон, Неким предграђима Харареа, као што су Бородејл, Ротен Роу, Риетфонтејн, Тинвалд, Моунт Плезент, није промењено име, изузетак је предграђе Харари које је добило ново име Мбаре.
Имена многих улица су такође промењена, где су имена британских колонизатора, као Сесил Роудс, замењена именима Зимбабвеанским лидерима ослободилачког покрета као што су Џошуа Тонгогара, Сајмон Музенда, Леополд Такавира, Роберт Мугабе. Друге улице су назване по лидерима суседних земаља као што су Самора Машел из Мозамбика, Џулијус Њерере из Танзаније, Кенет Каунда из Замбије и Нелсон Мандела из Јужне Африке. Друге промене имена имају опште политичке теме као на пример трг Цецила Родеса је промењен у трг Афричког Јединства.